# Padec komunizma
Padec komunizma se je zgodil leta 1989, ko je bilo v Evropi izvedenih več revolucij, s katerimi so bili strmoglavljeni komunistični režimi v državah vzhodnega boka. Dogodek je pripeljal tudi do razpada Sovjetske zveze - največje komunistične države na svetu - in opustitve komunističnih režimov v mnogih delih sveta, od katerih so bili nekateri nasilno strmoglavljeni. Padec komunizma je drastično spremenil razmerje moči v svetu, kar je pomenilo konec hladne vojne in začetek obdobja po hladni vojni. 
Najzgodnejši zabeleženi protesti proti komunistični oblasti so se začeli v Kazahstanu, ki je bil takrat del Sovjetske zveze, leta 1986 s študentskimi demonstracijami – za zadnje poglavje teh revolucij se šteje leto 1993, ko je Kambodža sprejela novo ustavo, v kateri je bil komunizem zapuščen. Glavna regija teh revolucij je bila v vzhodni Evropi, začenši na Poljskem z množičnim stavkovnim gibanjem poljskih delavcev leta 1988, revolucionarni trend pa se je nadaljeval na Madžarskem, v Vzhodni Nemčiji, Bolgariji, Češkoslovaški in Romuniji. 4. junija 1989 je sindikat Solidarnosti zmagal na delno svobodnih volitvah na Poljskem, kar je povzročilo miren padec komunizma v tej državi. Tudi junija 1989 je Madžarska začela podirati svoj del fizične železne zavese, medtem ko je odprtje mejnih vrat med Avstrijo in Madžarsko avgusta 1989 sprožilo mirno verižno reakcijo, v kateri je razpadel vzhodni blok. To je privedlo do množičnih demonstracij v mestih, kot je Leipzig, in nato do padca berlinskega zidu 9. novembra 1989, ki je služil kot simbolna vrata k ponovni združitvi Nemčije leta 1990. Ena značilnost, skupna večini teh dogodkov, je bila obsežna uporaba kampanje civilnega odpora, ki izkazujejo ljudsko nasprotovanje nadaljevanju enostrankarske vladavine in prispevajo k pritisku za spremembe. Romunija je bila edina država, kjer so državljani in opozicijske sile z nasiljem strmoglavili njihov komunistični režim. Hladna vojna se je "uradno" končala 3. decembra 1989 med vrhom na Malti med sovjetskim in ameriškim predsednikom.
Sama Sovjetska zveza je od marca 1990 postala večstrankarska polpredsedniška republika in izvedla prve predsedniške volitve, kar je pomenilo drastično spremembo kot del njenega programa reform. Država je dokončno razpadla 25. decembra 1991, kar je povzročilo enajst novih suverenih držav, ki so med letom 1991 razglasile neodvisnost od Sovjetske zveze, medtem ko so baltske države ponovno pridobile neodvisnost septembra 1991. Preostali del Sovjetske zveze, ki je predstavljal večino območja, je nadomestila ustanovitvev Ruske federacije. Albanija in Jugoslavija sta med letoma 1990 in 1992 ukinili komunizem, Jugoslavija pa je nato razpadla na pet novih držav. Češkoslovaška je razpadla tri leta po koncu komunistične vladavine in se 1. januarja 1993 mirno razdelila na Češko in Slovaško.
Vpliv teh dogodkov so občutile številne socialistične države tretjega sveta po vsem svetu. Sočasno z dogodki na Poljskem in protesti na Trgu nebeškega miru (april–junij 1989) niso spodbudili večjih političnih sprememb na celinski Kitajski, vendar so vplivne podobe pogumnega kljubovanja med tem protestom pomagale pospešiti dogodke v drugih delih sveta. Tri azijske države, in sicer Afganistan, Kambodža in Mongolija, so v letih 1992-1993 uspešno opustile komunizem, bodisi z reformo ali konfliktom. Poleg tega je komunistično ideologijo zapustilo tudi osem držav v Afriki ali njeni okolici, in sicer Etiopija, Angola, Benin, Kongo-Brazzaville, Mozambik, Somalija, pa tudi Južni Jemen (poenoten s Severnim Jemnom). 
Politične reforme so bile različne, toda samo v petih državah se je komunizem uspel obdržati na oblasti, in sicer na Kitajskem, Kubi, v Laosu, Vietnamu in Severni Koreji. Vendar so te države pozneje v prihodnjih letih izvedle gospodarske reforme, da bi sprejele nekatere oblike tržnega gospodarstva v tržnem socializmu. Severna Koreja je leta 2009 prešla iz komunistične ideologije marksizmo-leninizma v novo komunistično ideologijo džuče. Evropska politična pokrajina se je drastično spremenila, saj se je več držav nekdanjega vzhodnega bloka pridružilo Natu in Evropski uniji, kar je povzročilo močnejšo gospodarsko in socialno integracijo z Zahodno Evropo in Severno Ameriko. Številne komunistične in socialistične organizacije na Zahodu so svoja vodilna načela obrnile na socialno demokracijo in demokratični socializem. V nasprotju s tem in nekoliko pozneje, v Južni Ameriki, se je socialistična oblast začela v Venezueli leta 1999 in oblikovala politiko v drugih delih celine do zgodnjih 2000-ih let. Medtem so v nekaterih državah posledice teh revolucij povzročile konflikte in vojne, vključno z različnimi postsovjetskimi konflikti, ki ostajajo zamrznjeni do danes, pa tudi obsežnimi vojnami, predvsem jugoslovanskimi, ki so privedle do prvega genocida v Evropi po drugi svetovni vojni, leta 1995.

## Ozadje

### Pojav solidarnosti na Poljskem
Delavski pretresi na Poljskem leta 1980 so pripeljali do ustanovitve neodvisnega sindikata Solidarnost pod vodstvom Lecha Wałęse, ki je sčasoma postal politična sila, kljub temu pa je 13. decembra 1981 poljski komunistični premier Wojciech Jaruzelski začel zatirati Solidarnost z razglasitvijo vojaškega zakona na Poljskem, ki je suspendiral zvezo in začasno zapriral vse njene voditelje.  

### Mihail Gorbačov
Čeprav je več držav vzhodnega bloka od petdesetih let 20. stoletja (npr. madžarska revolucija leta 1956 in praška pomlad leta 1968) poskušalo z nekaterimi neuspešnimi, omejenimi gospodarskimi in političnimi reformami zagotoviti več svobode, je vzpon reformatorsko naravnanega sovjetskega voditelja Mihaila Gorbačova leta 1985 nakazal trend k večji liberalizaciji. Sredi osemdesetih let dvajsetega stoletja je mlajša generacija sovjetskih aparatov pod vodstvom Gorbačova začela zagovarjati temeljne reforme, da bi preobrnila leta Brežnjevske stagnacije. Po desetletjih rasti se je Sovjetska zveza zdaj soočala z obdobjem hudega gospodarskega nazadovanja in je potrebovala zahodno tehnologijo in kredite, da bi nadomestila svojo vedno večjo zaostalost. Stroški vzdrževanja njene vojske, KGB-ja in subvencij tujim državnim strankam so dodatno obremenili propadajoče sovjetsko gospodarstvo.
Mihail Gorbačov je nasledil generalnega sekretarja Komunistične partije Sovjetske zveze ter predsednika in voditelja Sovjetske zveze, in prišel na oblast 11. marca 1985. Prvi znaki velike reforme so se pojavili leta 1986, ko je Gorbačov izvedel politiko glasnosti (odprtosti) v Sovjetski zvezi in poudaril potrebo po perestrojki (prenova gospodarstva). Do pomladi 1989 je Sovjetska zveza doživela ne le več medijske svobode, ampak je izvedla tudi prve volitve z več kandidati v novoustanovljenem kongresu ljudskih poslancev. Medtem ko je glasnost navidezno zagovarjala odprtost in politično kritiko, sta bili ti dovoljeni le v ozkem spektru, ki ga je narekovala država. Splošna javnost v vzhodnem bloku je bila še vedno predmet tajne policije in politične represije.  
Gorbačov je svoje srednje in jugovzhodne evropske kolege pozval, naj posnemajo perestrojko in glasnost v svojih državah. Medtem, ko je reformiste na Madžarskem in Poljskem opogumila sila liberalizacije, ki se je širila z vzhoda, so bile ostale države vzhodnega bloka odkrito skeptične in so pokazale odpor do reform. Ker so verjeli, da bodo reformne pobude Gorbačova kratkotrajne, so trdi komunistični vladarji, kot so vzhodnonemški Erich Honecker, bolgarski Todor Živkov, češkoslovaški Gustáv Husák in romunski Nicolae Ceauşescu, vztrajno ignorirali pozive k spremembam. "Ko vaš sosed polepi nove tapete, še ne pomeni, da jih morate tudi vi," je izjavil član vzhodnonemškega politbiroja.

### Sovjetske republike
Do poznih osemdesetih let dvajsetega stoletja so ljudje na Kavkazu in v baltskih državah od Moskve zahtevali večjo avtonomijo, Kremelj pa je izgubljal nekaj nadzora nad nekaterimi regijami in elementi v Sovjetski zvezi. Razpoke v sovjetskem sistemu in sovjetski državi so se začele pojavljati decembra 1986 v Kazahstanu, ko so njegovi državljani protestirali proti etničnemu Rusu, ki je bil imenovan za sekretarja kazahstanske republiške veje CPSU. Ti protesti so bili po treh dneh zatrti.
Nesreča v jedrski elektrarni Černobil, ki se je zgodila 26. aprila 1986 je imela velike politične in družbene učinke, ki so vsaj delno prispevali k padcu komunizma in razpadu Sovjetske zveze. Eden od političnih rezultatov nesreče je bil močno povečan pomen nove sovjetske politike glasnosti. Težko je določiti skupno gospodarsko ceno nesreče. Po besedah Gorbačova je Sovjetska zveza za zadrževanje in dekontaminacijo porabila 18 milijard rubljev (kar je enakovredno 18 milijardam ameriških dolarjev) in tako rekoč zaradi tega bankrotirala.

### Rast zaradi vpliva Solidarnosti
Sredi osemdesetih let dvajsetega stoletja je Solidarnost obstala zgolj kot podtalna organizacija, ki jo je podpirala katoliška cerkev. Vendar pa je do poznih 1980-ih Solidarnost postala dovolj močna, da je onemogočila poskuse reforme Jaruzelskega, vsedržavne stavke leta 1988 pa so prisilile vlado, da je začela dialog s Solidarnostjo. 9. marca 1989 sta se obe strani dogovorili za dvodomni zakonodajni organ, imenovan Državni zbor. Senat naj bi volilo ljudstvo. Predsedstvo, ki je tradicionalno slovesna funkcija, je dobilo več pooblastil.
7. julija 1989 se je generalni sekretar Mihail Gorbačov odločno odpovedal uporabi sile proti drugim državam sovjetskega bloka. V pogovoru s člani 23-članskega Sveta Evrope se sovjetski voditelj Gorbačov ni neposredno skliceval na tako imenovano doktrino Brežnjeva, po kateri je Moskva uveljavljala pravico do uporabe sile, da bi preprečila članicam Varšavskega pakta, da bi zapustile komunistično okrilje. Izjavil je: »Vsako vmešavanje v notranje zadeve in kakršni koli poskusi omejevanja suverenosti držav – prijateljev, zaveznikov ali katerih koli drugih – so nedopustni«. Politiko so poimenovali Sinatrova doktrina, v šaljivem sklicevanju na pesem Franka Sinatre "My Way". Poljska je postala prva država Varšavskega pakta, ki se je osvobodila sovjetske nadvlade. 

### Padec diktatorskih režimov
Februarja 1986 je v eni od prvih miroljubnih revolucij množičnega gibanja proti diktaturi revolucija ljudske moči na Filipinih mirno strmoglavila diktatorja Ferdinanda Marcosa in imenovala Coryja Aquina za predsednika. 
Učinek revolucij leta 1989 je vplival tudi na druge režime. Južnoafriški režim apartheida in Pinochetova vojaška diktatura v Čilu sta v devetdesetih letih dvajsetega stoletja postopoma padla, ko je Zahod umaknil njuno financiranje in diplomatsko podporo. Gana, Indonezija, Nikaragva, Južna Koreja, Surinam, Republika Kitajska in severni južni Jemen so med mnogimi drugimi izvolili demokratične vlade.
Natančni podatki o številu demokratičnih vlad se razlikujejo glede na merila, uporabljena za ocenjevanje, vendar je bilo po nekaterih merilih v poznih devetdesetih letih dvajsetega stoletja na svetu precej več kot 100 demokratičnih vlad, kar je opazno povečanje v samo nekaj desetletjih.

## Nacionalna politična gibanja

### Poljska
Val stavk je Poljsko prvič zajel 21. aprila, nato pa se je nadaljeval do konca maja 1988. Drugi val se je začel 15. avgusta, ko je izbruhnila stavka v premogovniku Julijski Manifesto v Jastrzębie-Zdróju, pri čemer so delavci zahtevali ponovno legalizacijo Sindikat solidarnosti. V naslednjih nekaj dneh je stavkalo šestnajst drugih rudnikov, ki so jim sledile številne ladjedelnice, vključno z ladjedelnico Gdansk, znano kot epicenter industrijskih nemirov leta 1980, ki so sprožili Solidarnost. Komunistične oblasti so 31. avgusta 1988 v Varšavo povabile Lecha Wałęso, vodjo Solidarnosti, ki je končno pristala na pogovore.
18. januarja 1989 je na burnem desetem plenarnem zasedanju vladajoče Združene delavske stranke generalu Wojciechu Jaruzelskemu, prvemu sekretarju, uspelo pridobiti partijsko podporo za formalna pogajanja s Solidarnostjo, ki so vodila k njeni prihodnji legalizaciji, čeprav je bilo to doseženo šele z grožnjo z odstopom celotnega partijskega vodstva, če bi bila onemogočena. 6. februarja 1989 so se v Dvorani stebrov v Varšavi začele formalne okrogle mize. 4. aprila 1989 je bil podpisan zgodovinski sporazum, ki je legaliziral Solidarnost in vzpostavil delno svobodne parlamentarne volitve, ki so potekale 4. junija 1989. Sledil je politični potres, saj je zmaga Solidarnosti presegla vse napovedi. Solidarnostni kandidati so osvojili vsa mesta, za katera so se smeli potegovati v Sejmu, v Senatu pa 99 od 100 razpoložljivih sedežev (preostalo mesto je zasedel neodvisni kandidat). Hkrati številnim vidnim komunističnim kandidatom ni uspelo pridobiti niti najmanjšega števila glasov, potrebnih za zasedbo sedežev, ki so bili rezervirani zanje. 
15. avgusta 1989 sta dolgoletni koalicijski partnerici komunistov, Združena ljudska stranka (ZSL) in Demokratska stranka (SD), prekinili zavezništvo s PZPR in napovedali podporo Solidarnosti. Zadnji komunistični predsednik poljske vlade, general Czesław Kiszczak, je dejal, da bo odstopil, da bi nekomunistu omogočil oblikovanje administracije. Ker je bila Solidarnost edina druga politična skupina, ki bi lahko sestavila vlado, je bilo tako rekoč zagotovljeno, da bo član Solidarnosti postal predsednik vlade. 19. avgusta 1989, v osupljivem prelomnem trenutku, je bil Tadeusz Mazowiecki, protikomunistični urednik, zagovornik Solidarnosti in veren katoličan, imenovan za predsednika vlade Poljske, Sovjetska zveza pa ni izrazila nobenega nasprotovanja. Pet dni kasneje, 24. avgusta 1989, je poljski parlament končal več kot 40-letno vladavino ene stranke, tako da je Mazowiecki postal prvi nekomunistični predsednik vlade države po zgodnjih povojnih letih. V napetem parlamentu je Mazowiecki prejel 378 glasov, 4 proti in 41 vzdržanih. 13. septembra 1989 je parlament potrdil novo nekomunistično vlado, prvo te vrste v vzhodnem bloku. 17. novembra 1989 so na Bankskem trgu v Varšavi podrli kip Felixa Dzeržinskega, poljskega simbola komunističnega zatiranja. 29. decembra 1989 je Sejm spremenil ustavo in spremenil uradno ime države iz Ljudske republike Poljske v Republiko Poljsko. Komunistična Poljska združena delavska stranka se je 29. januarja 1990 razpustila in preoblikovala v Socialno demokracijo Republike Poljske.
Leta 1990 je Jaruzelski odstopil s položaja poljskega predsednika in nasledil ga je Wałęsa, ki je istega leta zmagal na predsedniških volitvah, ki so potekale v dveh krogih 25. novembra in 9. decembra. Izvolitev Wałęse za predsednika 21. decembra 1990 je po mnenju mnogih formalni konec Komunistične ljudske republike Poljske in začetek moderne Republike Poljske. Varšavski pakt je bil razpuščen 1. julija 1991. 27. oktobra 1991 so bile prve povsem svobodne poljske parlamentarne volitve po letu 1945. S tem se je zaključil prehod Poljske iz komunistične vladavine v liberalni demokratični politični sistem zahodnega tipa in Poljska je postala suverena ter demokratična država. Zadnje ruske enote so Poljsko zapustile 18. septembra 1993.

### Madžarska
Po zgledu Poljske je Madžarska naslednja prestopila k nekomunistični vladi. Čeprav je Madžarska v osemdesetih letih dvajsetega stoletja dosegla nekaj trajnih gospodarskih reform in omejeno politično liberalizacijo, so se velike reforme zgodile šele po zamenjavi Jánosa Kádárja na mestu generalnega sekretarja Komunistične partije Madžarske 23. maja 1988 s Károlyjem Grószom. 24. novembra 1988 je bil Miklós Németh imenovan za predsednika vlade. 12. januarja 1989 je parlament sprejel »paket demokracije«, ki je vključeval sindikalni pluralizem; svoboda združevanja, zbiranja in tiska; nov volilni zakon; in med drugim radikalno revizijo ustave. 29. januarja 1989 je član vladajočega politbiroja Imre Pozsgay v nasprotju z uradnim pogledom na zgodovino, ki je veljal več kot 30 let, izjavil, da je bil upor na Madžarskem leta 1956 ljudska vstaja in ne poskus protirevolucije, ki ga je spodbudila tuja država.
Množične demonstracije 15. marca, na dan državnosti, so prepričale režim, da je začel pogajanja z nastajajočimi nekomunističnimi političnimi silami. Pogovori na okrogli mizi so se začeli 22. aprila in nadaljevali do podpisa sporazuma o okrogli mizi 18. septembra. V pogovorih so sodelovali komunisti (MSzMP) in novonastajajoče neodvisne politične sile Fidesz, Zavezništvo svobodnih demokratov (SzDSz), Madžarski demokratični forum (MDF), Neodvisna stranka malih kmetov, Madžarska ljudska stranka, Endre Bajcsy-Zsilinszky društva in Demokratičnega sindikata znanstvenih delavcev. Kasneje sta bili povabljeni Demokratična konfederacija svobodnih sindikatov in Krščansko demokratska ljudska stranka (KDNP). Na teh pogovorih so se pojavili številni bodoči madžarski politični voditelji, med drugim László Sólyom, József Antall, György Szabad, Péter Tölgyessy in Viktor Orbán.
2. maja 1989 so se pojavile prve vidne razpoke v železni zavesi, ko je Madžarska začela razstavljati svojo 240 kilometrov dolgo ograjo na meji z Avstrijo. To je poleti in jeseni vse bolj destabiliziralo Vzhodno Nemčijo in Češkoslovaško, saj je na tisoče njunih državljanov nezakonito prestopilo na Zahod čez madžarsko-avstrijsko mejo. Komunistična partija je 1. junija 1989 priznala, da je bil nekdanji premier Imre Nagy po navideznem sojenju nezakonito usmrčen. 16. junija 1989 so Nagyja slovesno pokopali na največjem trgu v Budimpešti pred najmanj 100.000 množico, čemur je sledila njegova posmrtna razglasitev za junaka. 
Sprva neopazno odprtje mejnih vrat železne zavese med Avstrijo in Madžarsko avgusta 1989 je nato sprožilo verižno reakcijo, na koncu katere NDR ni več obstajala in vzhodni blok je razpadel. Zamisel o odprtju meje je ponudil Otto von Habsburg in jo je posredoval Miklósu Némethu, ki je idejo sprejel in odobril. Lokalna organizacija v Sopronu je prevzela Madžarski demokratični forum. Obsežno oglaševanje načrtovanega piknika so s plakati in letaki naredili dopustniki NDR na Madžarskem. Avstrijska veja Panevropske unije, ki jo je takrat vodil Karl von Habsburg, je razdelila na tisoče brošur, ki so vabile na piknik blizu meje pri Sopronu. Po vseevropskem pikniku je Erich Honecker 19. avgusta 1989 narekoval besedilo Daily Mirror: "Habsburžani so daleč v Poljsko razdelili letake, na katerih so bili vzhodnonemški dopustniki povabljeni na piknik. Ko so prišli na piknik, so dobili darila, hrano in nemško marko, nato pa so jih prepričali, da pridejo na Zahod." Toda z množičnim odhajanjem na Panevropskem pikniku sta kasnejše obotavljajoče vedenje Stranke socialistične enotnosti Vzhodne Nemčije in neposredovanje Sovjetske zveze porušila jezove. Tedaj se je na desettisoče medijsko obveščenih Vzhodnih Nemcev prebilo proti Madžarski, ki ni bila več pripravljena imeti popolnoma zaprtih meja ali prisiliti svojih obmejnih enot k uporabi orožja. Zlasti vodstvo NDR v Vzhodnem Berlinu si ni več upalo popolnoma blokirati meja lastne države. 
Dogovor z dne 18. septembra je vključeval šest predlogov zakonov, ki so zajemali prenovo ustave, ustanovitev ustavnega sodišča, delovanje in upravljanje političnih strank, večstrankarske volitve poslancev državnega zbora, kazenski zakonik in zakon o kazenskem postopku (zadnji dve spremembi sta pomenili dodatno ločitev Partije od državnega aparata). Volilni sistem je bil kompromis: približno polovica poslancev bi bila izvoljena po proporcionalnem sistemu, polovica pa po večinskem. Dogovorjeno je bilo tudi o šibkem predsedstvu, vendar ni bilo doseženo soglasje o tem, kdo naj voli predsednika (parlament ali ljudstvo) in kdaj naj bi bile te volitve (pred ali po parlamentarnih volitvah). 7. oktobra 1989 se je Komunistična partija na zadnjem kongresu ponovno ustanovila kot Madžarska socialistična stranka. Na zgodovinskem zasedanju od 16. do 20. oktobra je parlament sprejel zakonodajo o večstrankarskih parlamentarnih volitvah in neposrednih predsedniških volitvah, ki so bile 24. marca 1990. Zakonodaja je preoblikovala Madžarsko iz Ljudske republike v Republiko Madžarsko, zagotovila človekove in državljanske pravice ter ustvarila institucionalno strukturo, ki je zagotovila delitev oblasti med sodno, zakonodajno in izvršilno vejo oblasti. 23. oktobra 1989, na 33. obletnico revolucije leta 1956, je bil komunistični režim na Madžarskem uradno odpravljen. Sovjetska vojaška okupacija Madžarske, ki je trajala vse od druge svetovne vojne, se je končala 19. junija 1991, s tem pa je Madžarska postala suverena in demokratična država. 

### Vzhodna Nemčija
Vseevropski piknik avgusta 1989 je končno sprožil gibanje, ki ga oblastniki v vzhodnem bloku niso mogli ustaviti. Pokrovitelja piknika Otto von Habsburg in madžarski državni minister Imre Pozsgay sta v načrtovanem dogodku videla priložnost za preizkus odziva Mihaila Gorbačova in države vzhodnega bloka do velikega odprtja meje. Po vseevropskem pikniku je Erich Honecker narekoval Daily Mirror z dne 19. avgusta 1989: "Habsburžani so daleč v Poljsko razdelili letake, na katerih so bili vzhodnonemški dopustniki povabljeni na piknik. Ko so prišli na piknik, so dobili darila, hrano in nemško marko, nato pa so jih prepričali, da pridejo na Zahod." Toda z množičnim odseljevanjem na Panevropskem pikniku sta kasnejše obotavljajoče vedenje Stranke socialistične enotnosti Vzhodne Nemčije in neposredovanje Sovjetske zveze porušila jezove. Tedaj se je na desettisoče medijsko obveščenih Vzhodnih Nemcev prebilo proti Madžarski, ki ni bila več pripravljena imeti popolnoma zaprtih meja ali prisiliti svojih obmejnih enot k uporabi orožja.
Do konca septembra 1989 je več kot 30.000 Vzhodnih Nemcev pobegnilo na Zahod. Na tisoče Vzhodnih Nemcev je poskušalo priti na Zahod z zasedbo zahodnonemških diplomatskih objektov v drugih srednje- in vzhodnoevropskih prestolnicah, zlasti veleposlaništva v Pragi in madžarskega veleposlaništva, kjer so na tisoče taborili na blatnem vrtu od avgusta do novembra in čakali na nemško politično reformo. NDR je 3. oktobra zaprla mejo s Češkoslovaško in se s tem izolirala od vseh svojih sosed. Ker jim je bila onemogočena zadnja možnost za pobeg, se je vedno večje število Vzhodnih Nemcev udeležilo ponedeljkovih demonstracij v Leipzigu 4., 11. in 18. septembra, pri čemer je vsaka pritegnila 1200 do 1500 demonstrantov. Mnoge so aretirali in pretepli, vendar se ljudje niso pustili ustrahovati in se zato niso vdali. Protesti so 25. septembra pritegnili 8000 demonstrantov. 
Potem, ko so pete zaporedne ponedeljkove demonstracije v Leipzigu 2. oktobra pritegnile 10.000 protestnikov, je vodja Socialistične enotne stranke (SED) Erich Honecker vojski izdal ukaz, da naj streljajo in ubijejo demostrante. Komunisti so pripravili ogromno prisotnost policije in delovno-borbenih enot, pojavile pa so se govorice, da naj bi za naslednje ponedeljkove demonstracije 9. oktobra načrtovali pokol v slogu Trga nebeškega miru.
6. in 7. oktobra je Mihail Gorbačov obiskal Vzhodno Nemčijo, da bi obeležil 40. obletnico Nemške demokratične republike, in pozval vzhodnonemško vodstvo, naj sprejme reforme. Njegov slavni citat je bil v nemščini preveden kot "Wer zu spät kommt, den bestraft das Leben" ("Tisti, ki pride prepozno, je kaznovan z življenjem."). Vendar pa je Honecker ostal nasprotnik notranji reformi, njegov režim pa je šel celo tako predaleč, da je prepovedal kroženje sovjetskih publikacij, ki jih je imel za subverzivne. 
Kljub govoricam, da komunisti načrtujejo 9. oktobra izvesti pokol, je v ponedeljek v Leipzigu demonstriralo 70.000 državljanov, oblasti na terenu pa niso hotele streljati na množice. Naslednji ponedeljek, 16. oktobra, je na ulicah Leipziga demonstriralo 120.000 ljudi.
Erich Honecker je upal, da bodo sovjetske čete, nameščene v NDR s strani Varšavskega pakta, obnovile komunistično vlado in zatrle civilne proteste. Do leta 1989 se je sovjetski vladi zdelo nepraktično, da bi Sovjetska zveza še naprej uveljavljala svoj nadzor nad vzhodnim blokom, zato je zavzela nevtralno stališče do dogodkov v Vzhodni Nemčiji. Sovjetske čete, nameščene v vzhodni Evropi, so imele stroga navodila sovjetskega vodstva, naj se ne vmešavajo v politične zadeve držav vzhodnega bloka, in so ostale v svojih vojašnicah. Soočen z nenehnimi državljanskimi nemiri je SED 18. oktobra odstavil Honeckerja s položaja predsednika in ga zamenjal z drugim kolegom, Egonom Krenzem.  Vendar so demonstracije naraščale in v ponedeljek, 23. oktobra, je bilo protestnikov v Leipzigu 300.000 in toliko jih je ostalo vse do naslednjega tedna. 
Meja s Češkoslovaško je bila ponovno odprta 1. novembra in češkoslovaške oblasti so kmalu dovolile vsem Vzhodnim Nemcem potovati neposredno v Zahodno Nemčijo brez nadaljnjega birokratskega zapleta in tako 3. novembra dvignile njihov del železne zavese. 4. novembra so se oblasti odločile, da bodo dovolile demonstracije v Berlinu in se soočile z demonstracijami na trgu Alexanderplatz, kjer se je pol milijona državljanov zbralo v prestolnici in zahtevalo svobodo na največjem protestu, ki mu je bila kdaj priča NDR. Vzhodnonemške oblasti niso mogle zajeziti velikega števila beguncev, ki je sledil na Zahod skozi Češkoslovaško, zato so nazadnje popustile pritisku javnosti in 9. novembra 1989 državljanom Vzhodne Nemčije dovolile neposreden vstop v Zahodni Berlin in Zahodno Nemčijo prek obstoječih mejnih točk, ne da bi ustrezno seznanili mejne policiste. Na stotine tisoč ljudi je izkoristilo priložnost, ki so jo sprožile nepredvidljive besede tiskovnega predstavnika režima Günterja Schabowskega na televizijski tiskovni konferenci, da so načrtovane spremembe začele veljati "takoj, brez odlašanja". Stražarji so bili hitro preobremenjeni zaradi vse večje množice ljudi, ki so zahtevali, da jih spustijo v Zahodni Berlin. Potem, ko od nadrejenih niso prejeli povratne informacije, so stražarji, ki niso želeli uporabiti sile, popustili in odprli vrata v Zahodni Berlin. Kmalu so ljudje v berlinskem zidu na silo odprli nove prehode in dele zidu so dobesedno porušili. Stražarji se niso zavedali, kaj se dogaja, in so stali ob strani, ko so se Vzhodni Nemci s kladivi in macolami lotili rušenja zidu. 
7. novembra je celoten Državni svet Vzhodne Nemčije, vključno z njegovim predsednikom Willijem Stophom, odstopil. Nova vlada je bila sestavljena pod vodstvom precej bolj liberalnega komunista Hansom Modrowom. 1. decembra je Volkskammer prekinil vodilno vlogo SED iz ustave NDR. 3. decembra je Krenz odstopil kot vodja SED; tri dni kasneje je odstopil še kot predsednik države. 7. decembra so se začela pogajanja med SED in drugimi političnimi strankami. 16. decembra 1989 je bila SED razpuščena in ponovno ustanovljena kot SED-PDS, ki je opustila marksizem-leninizem in postala glavna demokratična socialistična stranka. 
15. januarja 1990 so protestniki vdrli v štab Stasija. Modrow je postal de facto voditelj Vzhodne Nemčije do svobodnih volitev 18. marca 1990 – prvih po novembru 1932. SED, preimenovana v Stranko demokratičnega socializma, je bila močno poražena. Lothar de Maizière iz Vzhodnonemške krščanske demokratske unije je postal predsednik vlade 4. aprila 1990 ob hitri ponovni združitvi z Zahodom. 3. oktobra 1990 sta se obe Nemčiji ponovno združili v demokratično in suvereno Nemčijo, s tem pa je Vzhodna Nemčija razpadla. (prvič po več kot 45 letih od Potsdamskega sporazuma 1. avgusta 1945). 
Pripravljenost Kremlja, da opusti tako strateško močnega zaveznika, je zaznamovala dramatično spremembo sovjetske velesile in temeljno spremembo paradigme v mednarodnih odnosih, v katerih je do leta 1989 prevladovala ločnica med vzhodom in zahodom, ki je potekala skozi sam Berlin. Zadnje ruske enote so ozemlje nekdanje NDR, ki je zdaj del ponovno združene Zvezne republike Nemčije, zapustile 1. septembra 1994. 

### Češkoslovaška
"Žametna revolucija" je bila nenasilna zamenjava oblasti na Češkoslovaškem s komunistične vlade na parlamentarno republiko. 17. novembra 1989 je policija za izgrede zatrla mirne študentske demonstracije v Pragi, dan po tem, ko so podobne demonstracije v Bratislavi minile brez incidentov. Čeprav so se polemike o tem, ali je tisto noč kdo umrl, nadaljevale, je ta dogodek sprožil vrsto ljudskih demonstracij od 19. novembra do konca decembra. Do 20. novembra je število miroljubnih protestnikov, zbranih v Pragi, naraslo z 200.000 prejšnji dan na približno pol milijona. Pet dni pozneje se je na protestu na Letnem trgu zbralo 800.000 ljudi. 24. novembra je odstopilo celotno vodstvo komunistične partije z generalnim sekretarjem Milošem Jakešem. Dvourna splošna stavka, v kateri so sodelovali vsi državljani Češkoslovaške, je bila uspešno izvedena 27. novembra. 
S propadom drugih komunističnih vlad in naraščajočimi uličnimi protesti je Komunistična partija Češkoslovaške 28. novembra 1989 oznanila, da se bo odrekla oblasti in uničila enostrankarsko državo. Bodečo žico in druge ovire so z meje z Zahodno Nemčijo in Avstrijo odstranili v začetku decembra. 10. decembra je predsednik Gustáv Husák imenoval prvo večinoma nekomunistično vlado na Češkoslovaškem po letu 1948 in zatem odstopil s položaja. Alexander Dubček je bil 28. decembra izvoljen za predsednika zveznega parlamenta, Václav Havel pa 29. decembra 1989 za predsednika Češkoslovaške. Junija 1990 so bile na Češkoslovaškem prve demokratične volitve po letu 1946. 27. junija 1991 so bile zadnje sovjetske enote umaknjene iz Češkoslovaške. Kmalu zatem je Češkoslovaška razpadla, ko se je razdelila na Češko in Slovaško, dve demokratični in suvereni državi.

### Bolgarija
Oktobra in novembra 1989 so v Sofiji potekale demonstracije o ekoloških vprašanjih, na katerih so bile izražene tudi zahteve po politični reformi. Demonstracije so bile zatrte, vendar je 10. novembra 1989 (dan po tem, ko je bil podrt Berlinski zid) politbiro odstavil s položaja dolgoletnega predsednika Bolgarije Todorja Živkova. Nasledil ga je precej bolj liberalni komunist, nekdanji zunanji minister Petar Mladenov. Moskva je očitno odobrila spremembo vodstva, saj je Živkov nasprotoval politiki Gorbačova. Novi režim je nemudoma razveljavil omejitve svobode govora in zbiranja, kar je privedlo do prvih množičnih demonstracij 17. novembra, pa tudi do oblikovanja protikomunističnih gibanj. Devet se jih je 7. decembra združilo v Zvezo demokratičnih sil (UDF). UDF ni bila zadovoljna z odstavitvijo Živkova in je zahtevala dodatne demokratične reforme, predvsem odpravo ustavno predpisane vodilne vloge Bolgarske komunistične partije.
Mladenov je 11. decembra 1989 napovedal, da bo komunistična partija opustila svoj monopol nad oblastjo in da bodo naslednje leto potekale večstrankarske volitve. Februarja 1990 je bolgarski zakonodajalec razveljavil del ustave o "vodilni vlogi" komunistične partije. Na koncu je bilo sklenjeno, da bodo volitve junija 1990. Pogajanja so potekala od 3. januarja do 14. maja 1990, na kateri je bil dosežen dogovor o prehodu v demokracijo. Komunistična partija je 3. aprila 1990 opustila marksizem-leninizem in se preimenovala v Bolgarsko socialistično stranko. Junija 1990 so bile prve svobodne volitve po letu 1931, na katerih je zmagala Bolgarska socialistična stranka. S tem je Bolgarija postala demokratična in suverena država. 

### Romunija
Po odstopu in odstavitvi komunističnih predsednikov na Poljskem, Madžarskem, Češkoslovaškem ter v Vzhodni Nemčiji in Bolgariji, je Romunija pod vodstvom Nicolaea Ceaușesca ostala edina preostala država z trdolinijskim komunističnim režimom v Varšavskem paktu.
Po zatrtju upora v Braşovu leta 1987 je bil Nicolae Ceauşescu novembra 1989 za nadaljnjih pet let ponovno izvoljen za vodjo Romunske komunistične partije (PCR), kar je nakazalo, da namerava pregnati protikomunistične upore, ki so preplavili preostalo Evropo. Ko se je Ceauşescu pripravljal na državniški obisk v Iranu, je njegova zločinska tajna policija Securitate 16. decembra odredila aretacijo in izgon lokalnega madžarskega kalvinističnega ministra, Lászla Tőkésa, zaradi pridig, ki so nasprotovale režimu. Tőkésa so zasegli, a šele po izbruhu resnih nemirov. Državljanski nemiri pa so trajali še nadaljnjih pet dni.  
Po vrnitvi iz Irana je Ceauşescu 21. decembra ukazal množični shod v svojo podporo pred sedežem komunistične partije v Bukarešti. Toda, ko je govoril, se mu je množica smejala in mu žvižgala. Demonstracije proti Ceaușescovi komunistični vladi so se razširile po celotni državi. 
Sprva so varnostne sile ubogale Ceauşescujev ukaz, da naj streljajo na protestnike, kar so tudi storile. Vendar je 22. decembra zjutraj romunska vojska nenadoma zamenjala stran. To se je zgodilo potem, ko je bilo objavljeno, da je obrambni minister Vasile Milea storil samomor, potem ko so ga označili za izdajalca. Ker so verjeli, da je bil Milea dejansko umorjen, so redni vojaki tako rekoč množično prestopili v revolucijo na stran romunskega prebivalstva. Vojaški tanki so se začeli premikati proti stavbi Centralnega komiteja, množice pa so se hodile ob njih. Izgredniki so na silo odprli vrata stavbe Centralnega komiteja, da bi ujeli Ceauşescuja in njegovo ženo Eleno. Vendar jima je uspelo pobegniti s pomočjo helikopterja, ki jih je čakal na strehi stavbe. 
Čeprav je beg Ceauşesca in njegove žene spremljalo navdušenje, je njuno usodo obkrožala negotovost. Kmalu po pobegu ju je ujela romunska vojska in ju aretirala. Po aretaciji so ju odpeljali na vojaško sodišče na severu države. Na božični dan 25. decembra 1989 je romunska nacionalna televizija prikazala, kako se je par soočal s prenagljenim sojenjem na vojaškem sodišču, kjer so Ceaușesca zaradi množičnih umorov, genocida nad Romuni in številnih zločinov proti človeštvu, obsodili na smrtno kazen. Ob 16:00 je nato televizija prikazala kako sta diktator in njegova žena stopila pred strelski vod, kjer so ju kmalu zatem ustrelili. Začasni svet Fronte nacionalne rešitve, ki ga je vodil Ion Iliescu, je prevzel oblast in razpisal volitve aprila 1990, prve svobodne volitve v Romuniji po letu 1937. Vendar so bile preložene na 20. maj 1990. S tem je Romunija postala demokratična in suverena država. 
Romunska revolucija je bila najbolj krvava revolucija v Evropi leta 1989: Zaradi ukazov, ki jih je dal Nicolae Ceaușescu, je v revoluciji umrlo je več kot 1000 ljudi, od tega tudi sto otrok, najmlajši je bil star komaj en mesec. Romunija je bila edina država Varšavskega pakta, kjer je bil komunizem nasilno strmoglavljen. 

### Jugoslavija
Socialistična federativna republika Jugoslavija ni bila del Varšavskega pakta, ampak je zasledovala svojo različico komunizma pod vodstvom jugoslovanskega voditelja Josipa Broza Tita. Bila je večnacionalna država, ki jo je Tito uspel ohraniti z jugoslovansko patriotsko doktrino »bratstva in enotnosti«. Napetosti med narodnostmi pa so se začele stopnjevati s hrvaško pomladjo 1970–71, gibanjem za večjo hrvaško avtonomijo, ki pa je bilo zatrto. Leta 1974 so bile uvedene ustavne spremembe, jugoslovanska ustava iz leta 1974 pa je nekatere zvezne pristojnosti prenesla na republike in pokrajine. Ko je predsednik Tito 4. maja 1980 umrl, so se etnične napetosti povečale, najprej v večinsko albansko SAP Kosovo s protesti leta 1981 na Kosovu. 
Vzporedno z istim procesom je Slovenija leta 1984 začela s politiko postopne liberalizacije, nekoliko podobno sovjetski perestrojki. To je sprožilo napetosti med Zvezo komunistov Slovenije ter osrednjo jugoslovansko partijo in zvezno armado. Leta 1984 je bila odpravljena desetletna prepoved gradnje katedrale svetega Save v Beogradu, nazadovanje komunistične elite in ljudski zbor 100.000 vernikov 12. maja 1985, da bi obhajali liturgijo znotraj obzidja ruševin, sta zaznamovala povojno vrnitev vere. Do poznih osemdesetih let dvajsetega stoletja so si številne skupine civilne družbe prizadevale za demokratizacijo, hkrati pa širile prostor za kulturno pluralnost. V letih 1987 in 1988 je vrsta spopadov med nastajajočo civilno družbo in komunističnim režimom dosegla vrhunec s tako imenovano slovensko pomladjo, množičnim gibanjem za demokratične reforme. Odbor za zaščito človekovih pravic je bil ustanovljen kot del vseh večjih nekomunističnih političnih gibanj. V začetku leta 1989 je že odkrito delovalo več protikomunističnih političnih strank, ki so spodbijale hegemonijo slovenskih komunistov. Kmalu so slovenski komunisti pod pritiskom lastne civilne družbe prišli v konflikt s srbskim komunističnim vodstvom. 
Januarja 1990 je bil sklican izredni kongres Zveze komunistov Jugoslavije, da bi rešili spore med njenimi strankami. Slovenski, hrvaški, bosanski in makedonski komunisti so zaradi popolne številčne premoči 23. januarja 1990 zapustili kongres in s tem dejansko uničili jugoslovansko komunistično partijo. Vse te štiri države so se zato začele pogajati o demokratičnih volitvah in odcepitvi od Jugoslavije. 
8. aprila 1990 je na volitvah v Sloveniji zmagala demokratična in protijugoslovanska koalicija DEMOS, 22. aprila 1990 pa je na hrvaških volitvah prepričljivo zmagala nacionalistična Hrvaška demokratska skupnost (HDZ). Rezultati so bili v Bosni in Hercegovini ter Makedoniji novembra 1990 veliko bolj uravnoteženi, medtem ko so parlamentarne in predsedniške volitve decembra 1990 v Srbiji in Črni gori utrdile moč Slobodana Miloševića in njegovih privržencev. Svobodne volitve na ravni federacije niso bile nikoli izvedene. 
Slovensko in hrvaško vodstvo sta začeli pripravljati načrte za odcepitev od federacije, medtem ko je del hrvaških Srbov sprožil tako imenovano balvansko revolucijo, vstajo, ki jo je organizirala Srbija in naj bi privedla do ustanovitve odcepitve SAO Krajine. Na referendumu o osamosvojitvi Slovenije 23. decembra 1990 je 88,5 % prebivalcev glasovalo za neodvisnost. Na hrvaškem referendumu o neodvisnosti 19. maja 1991 je 93,24 % glasovalo za neodvisnost. 
Eskalacijo etničnih in nacionalnih napetosti je zaostrila težnja po neodvisnosti in pripeljala do naslednjih jugoslovanskih vojn:
- Vojna za Slovenijo (1991)

- Vojna za Hrvaško (1991 - 1995)

- Vojna za Bosno in Hercegovino (1992 - 1995)

- Vojna na Kosovu (1998 - 1999), vključno z NATO-vim bombardiranjem Jugoslavije.

Poleg tega se v istem kontekstu pogosto obravnavata tudi upor v Preševski dolini (1999–2001) in upor v Republiki Makedoniji (2001).
20. maja 1992 je SFR Jugoslavija razpadla, ustanovljena pa je bila Zvezna republika Jugoslavija, ki sta jo sestavljali samo Srbija in Črna gora, medtem, ko so Slovenija, Hrvaška, Bosna in Hercegovina in Makedonija postale suverene in demokratične države. Leta 2006 sta Črna gora in Srbija postali suvereni državi in s tem je Jugoslavija dokončno razpadla. 

### Albanija
Dologotrajni predsednik komunistične Albanije Enver Hoxha je umrl 11. aprila 1985. Po diktatorjevi smrti je vodenje države prevzel Ramiz Alia, kateri je začel postopoma spreminjati totalitarno politiko, ki se je v državi izvajala že štiri desetletja. Leta 1989 so se v Skadru začeli prvi upori, ki so se razširili v druga mesta. Sčasoma je obstoječi režim uvedel nekaj liberalizacije, vključno z ukrepi leta 1990, ki so omogočili svobodo potovanja v tujino. Začela so se prizadevanja za izboljšanje vezi z zunanjim svetom. Volitve marca 1991 – prve svobodne volitve v Albaniji po letu 1923 in šele tretje svobodne volitve v zgodovini države – so nekdanje komuniste pustile na oblasti, vendar sta splošna stavka in mestna opozicija pripeljala do oblikovanja koalicijske vlade, v kateri so bili tudi nekomunisti. Nekdanji albanski komunisti so bili poraženi na volitvah marca 1992, sredi gospodarskega zloma in socialnih nemirov. S tem je Albanija postala demokratična in suverena država. 

### Mongolija
Mongolija je razglasila neodvisnost leta 1911 med padcem dinastije Qing. Leta 1921 je oblast prevzela Mongolska ljudska stranka, ki se je preimenovala v Mongolsko ljudsko revolucionarno stranko. V teh letih je bila Mongolija tesno povezana s Sovjetsko zvezo. Po odhodu Yumjaagiina Tsedenbala leta 1984 je novo vodstvo Jambyna Batmönkha izvedlo gospodarske reforme, vendar ni uspelo pritegniti tistih, ki so konec leta 1989 želeli širše spremembe. "Mongolska revolucija" je bila demokratična, miroljubna revolucija, ki se je začela z demonstracijami in gladovnimi stavkami ter končala 70 let marksistično-leninistične dobe ter se sčasoma premaknila proti demokraciji. Revolucija se je končala z odstopom avtoritarne vlade. 
Zjutraj 10. decembra 1989 so pred Mladinskim kulturnim centrom v glavnem mestu Ulan Batorja potekale prve javne demonstracije. Tam je Elbegdorj napovedal ustanovitev Mongolske demokratične unije in začelo se je prvo prodemokratično gibanje v Mongoliji. Protestniki so pozvali Mongolijo k perestrojki in glasnosti. Voditelji disidentov so zahtevali svobodne volitve in gospodarske reforme, vendar v kontekstu »človeškega demokratičnega socializma«. Protestniki so v proteste vnesli nacionalistični element z uporabo tradicionalne mongolske pisave – ki je večina Mongolcev ni znala brati – kot simbolično zavračanje političnega sistema, ki je vsilil mongolsko cirilico. Konec decembra 1989 so se demonstracije povečale, ko je prišla novica o intervjuju Garija Kasparova za Playboy, ki je nakazoval, da bi lahko Sovjetska zveza izboljšala svoje gospodarsko stanje s prodajo Mongolije Kitajski. 14. januarja 1990 so se protestniki, ki so s tristo narasli na okoli 1000, srečali na trgu pred Leninovim muzejem v Ulan Batorju, ki se od takrat imenuje Trg svobode. Sledile so demonstracije na trgu Sükhbaatar 21. januarja (v vremenu –30 C).
V naslednjih mesecih leta 1990 so aktivisti nadaljevali z organizacijo demonstracij, shodov, protestov in gladovnih stavk ter stavk učiteljev in delavcev. Aktivisti so imeli vse večjo podporo Mongolcev, tako v prestolnici kot na podeželju, dejavnosti sindikata pa so privedle do drugih pozivov k demokraciji po vsej državi. Po številnih večtisočglavih demonstracijah v glavnem mestu in pokrajinskih središčih so 4. marca 1990 MDU in tri druge reformne organizacije organizirale skupno množično srečanje na prostem, na katerega so povabile vlado. Vlada ni poslala nobenega predstavnika na demonstracije več kot 100.000 ljudi, ki so zahtevali demokratične spremembe. To je doseglo vrhunec, ko se je Jambyn Batmönkh, predsednik politbiroja Centralnega komiteja MPRP, 9. marca 1990 odločil razpustiti politbiro in odstopiti.
Prve svobodne, večstrankarske volitve v dvodomni parlament v Mongoliji so potekale 29. julija 1990. Stranke so se potegovale za 430 sedežev v velikem huralu. Opozicijskim strankam ni uspelo predlagati dovolj kandidatov. Opozicija je imenovala 346 kandidatov za 430 sedežev v Velikem huralu (zgornjem domu). Mongolska ljudska revolucionarna stranka (MPRP) je osvojila 357 sedežev v velikem huralu in 31 od 53 sedežev v malem huralu (ki je bil kasneje ukinjen). MPRP je imela močan položaj na podeželju. Veliki državni khural se je prvič sestal 3. septembra 1990 in izvolil predsednika (MPRP), podpredsednika (socialdemokrata), ki je bil tudi predsednik Baga Hurala, predsednika vlade (MPRP) in 50 članov v Baga Hural (spodnji dom). Novembra 1991 je Veliki ljudski hural začel razpravo o novi ustavi, ki je začela veljati 12. februarja 1992. Poleg tega je nova ustava preoblikovala zakonodajno vejo oblasti in ustvarila enodomno zakonodajno telo, Veliki državni hural (SGH). MPRP je ohranila večino, vendar je izgubila volitve leta 1996. Zadnje ruske enote, ki so bile v Mongoliji nameščene leta 1966, so se v celoti umaknile decembra 1992. Mongolija je postala suverena in demokratična država.

### Kitajska
Čeprav Kitajska leta 1989 ni doživela revolucije, ki bi povzročila novo obliko vlade, je ljudsko nacionalno gibanje vodilo do velikih demonstracij v prid demokratičnim reformam.  Kitajski voditelj Deng Šjaoping je okoli leta 1984 razvil koncept socializma s kitajskimi značilnostmi in sprejel reforme lokalnega tržnega gospodarstva, vendar je politika zastala.
Prve kitajske študentske demonstracije, ki so na koncu privedle do pekinških protestov leta 1989, so potekale decembra 1986 v Hefeiju. Študenti so zahtevali volitve v kampusu, možnost študija v tujini in večjo dostopnost zahodne pop kulture. Njihovi protesti so izkoristili rahljanje političnega ozračja in vključevali shode proti počasnemu tempu reform. Hu Yaobang, varovanec Denga Šjaopinga in vodilni zagovornik reform, je bil obtožen protestov in prisiljen odstopiti s položaja generalnega sekretarja KPK januarja 1987. V "protiburžoazni liberalizacijski kampanji" je bil Hu še naprej obtožen.
Proteste na Trgu nebeškega miru je sprožila smrt Hu Yaobanga 15. aprila 1989. Na predvečer Hujevega državnega pogreba se je na Trgu nebeškega miru zbralo približno 100.000 študentov; vendar iz velike dvorane ni prišel noben voditelj. Gibanje je trajalo sedem tednov.
Mihail Gorbačov je 15. maja med protesti obiskal Kitajsko in v Peking pripeljal številne tuje tiskovne agencije, njihove naklonjene upodobitve protestnikov pa so pomagale spodbuditi osvoboditveni duh med srednje, jugovzhodnimi in vzhodnimi Evropejci, ki so jih spremljali. Kitajsko vodstvo, zlasti generalni sekretar komunistične partije Zhao Ziyang, ki je začel radikalno reformirati gospodarstvo prej kot Sovjeti, je bilo odprto za politične reforme, vendar ne za ceno morebitne vrnitve v nered kulturne revolucije.
Gibanje je trajalo od Hujeve smrti 15. aprila do začetka protestov na Trgu nebeškega miru 4. junija 1989, ko so tanki in enote prispeli na prizorišče. V Pekingu je vojaški odgovor na protest vlade LRK pustil veliko civilistov, ki so bili zadolženi za odstranjevanje trupel iz trga. Natančno število žrtev ni znano, obstaja pa veliko različnih ocen. Dogodek pa je naredil nekaj političnih sprememb; najbolj opazno je, da je Kitajska začela odpirati svoje gospodarstvo. To je državi omogočilo, da je prinesla velike vsote denarja, hkrati pa je sprožilo val množičnih migracij iz podeželske zahodne Kitajske v urbano vzhodno Kitajsko. Težava množične migracije je, da je zdaj začela poglabljati razkorak med revnimi na podeželju in bogatimi prebivalci mest.

## Vrh na Malti
Vrh na Malti je potekal med predsednikom ZDA Georgeom H. W. Bushem in voditeljem ZSSR Mihailom Gorbačovim 2. in 3. decembra 1989, le nekaj tednov po padcu berlinskega zidu, srečanje, ki je prispevalo h koncu hladne vojne delno kot posledica širšega prodemokratičnega gibanja. To je bilo njuno drugo srečanje po srečanju, ki je vključevalo takratnega predsednika Ronalda Reagana v New Yorku decembra 1988. Takratna poročila so vrh na Malti omenjala kot najpomembnejšega po letu 1945, ko so se britanski premier Winston Churchill, ameriški predsednik Franklin D. Roosevelt in sovjetski diktator Josif Stalin na konferenci v Jalti dogovorili o povojnem načrtu za Evropo.

## Razpad Sovjetske zveze
1. julija 1991 je bil Varšavski pakt uradno razpuščen na srečanju v Pragi. Na vrhu pozneje istega meseca sta Gorbačov in Bush razglasila ameriško-sovjetsko strateško prijateljstvo, kar je odločilno zaznamovalo konec hladne vojne. Predsednik Bush je izjavil, da je ameriško-sovjetsko sodelovanje med zalivsko vojno 1990–1991 postavilo temelje za prijateljstvo pri reševanju dvostranskih in svetovnih problemov.
Ko je Sovjetska zveza hitro umaknila svoje sile iz srednje in jugovzhodne Evrope, so posledice revolucij iz leta 1989 začele odmevati po celotni Sovjetski zvezi. Agitacija za samoodločbo je vodila do tega, da so najprej Litva, nato pa Estonija, Latvija in Armenija razglasile neodvisnost. Vendar je sovjetska centralna vlada zahtevala preklic izjav in zagrozila z vojaškimi akcijami in gospodarskimi sankcijami. Vlada je šla celo tako daleč, da je januarja 1991 na ulice litovske prestolnice Vilna poslala enote sovjetske vojske, da bi zatrle separatistična gibanja, kar je povzročilo smrt 14 ljudi.
Nezadovoljstvu v drugih sovjetskih republikah, kot sta Gruzija in Azerbajdžan, so nasprotovali z obljubami o večji decentralizaciji. Bolj odprte volitve so privedle do izvolitve kandidatov, ki so nasprotovali vladavini komunistične partije.
Glasnost je nehote sprostila dolgo zatirana nacionalna čustva vseh narodov v mejah večnacionalne sovjetske države. Ta nacionalistična gibanja je dodatno okrepilo hitro propadanje sovjetskega gospodarstva, katerega temelji so bili razpuščeni z odstranitvijo komunistične discipline. Reforme Gorbačova niso uspele izboljšati gospodarstva, stara sovjetska poveljniška struktura pa se je popolnoma sesula. Drug za drugim so konstitutivne republike ustvarile svoje gospodarske sisteme in izglasovale podreditev sovjetskih zakonov lokalnim zakonom. Leta 1990 je bila komunistična partija prisiljena predati svoj sedemdesetletni monopol politične oblasti, ko je vrhovni sovjet preklical klavzulo v sovjetski ustavi, ki ji je zagotavljala izključno oblast vladanja. Gorbačova politika je povzročila, da je komunistična partija izgubila nadzor nad mediji. Podrobnosti o preteklosti Sovjetske zveze so bile hitro skrite. To je povzročilo, da mnogi niso zaupali staremu sistemu (komunizmu) in si prizadevali za večjo avtonomijo in neodvisnost.
Potem, ko je marčevski referendum 1991 potrdil ohranitev Sovjetske zveze, vendar v drugačnejši obliki, je skupina sovjetskih zagovornikov trde linije, ki jo je zastopal podpredsednik Genadij Janajev, avgusta 1991 izvedla državni udar, da bi skušala strmoglaviti Gorbačova. Boris Jelcin, takratni predsednik Ruske SFSR, je zbral ljudstvo in velik del vojske proti državnemu udaru in prizadevanje je propadlo. Čeprav je Gorbačov ponovno prišel na oblast, je bila njegova avtoriteta nepopravljivo spodkopana. Gorbačov je po državnem udaru odstopil s položaja generalnega sekretarja komunistične partije, vrhovni sovjet pa je partijo razpustil in prepovedal vse komunistične dejavnosti na sovjetskem ozemlju. Le nekaj tednov pozneje je vlada baltskim državam 6. septembra podelila neodvisnost.
V naslednjih treh mesecih so republike ena za drugo razglasile neodvisnost, večinoma zaradi strahu pred ponovnim udarom. Tudi v tem času je bila sovjetska vlada neuporabna, saj je nova ruska vlada začela prevzemati tisto, kar je ostalo od nje, vključno s Kremljem. Predzadnji korak je bil 1. decembra, ko so volivci v drugi najmočnejši republiki Ukrajini na referendumu z veliko večino glasovali za odcepitev od Sovjetske zveze. To je končalo vse možnosti za ohranitev Sovjetske zveze skupaj. 8. decembra se je Jelcin srečal s svojima kolegoma iz Ukrajine in Belorusije ter podpisal Belaveške sporazume, s katerimi je razglasil, da je Sovjetska zveza prenehala obstajati. Gorbačov je to obsodil kot nezakonito, vendar je že zdavnaj izgubil kakršno koli možnost vplivanja na dogodke zunaj Moskve.
Dva tedna pozneje je 11 od preostalih 12 republik – vse razen Gruzije – podpisalo protokol iz Alma-Ate, ki je potrdil, da je bila Sovjetska zveza dejansko razpuščena in jo nadomestila nova prostovoljna zveza, Skupnost neodvisnih držav. Gorbačov je odstopil s položaja predsednika Sovjetske zveze 25. decembra 1991 in Sovjetsko zvezo je naslednji dan uradno razpustil Sovjetski zvezni svet, ki je razpadla na petnajst sestavnih delov, s čimer se je končal obstoj največje in najvplivnejše socialistične države na svetu. Najbolj vplivna socialistična država na svetu je nato postala Ljudska republika Kitajska. Po razpadu Sovjetske zveze je bila ustanovljena demokratična in suverena Ruska federacija pod vodstvom Borisa Jelcina.

### Baltske države
Estonija, Latvija in Litva so izvedle demokratične reforme in razglasile neodvisnost od Sovjetske zveze. Pojoča revolucija je pogosto uporabljeno ime za dogodke med letoma 1987 in 1991, ki so pripeljali do ponovne vzpostavitve neodvisnosti Estonije, Latvije in Litve. Izraz je skoval estonski aktivist in umetnik Heinz Valk v članku, objavljenem teden dni po spontanih množičnih demonstracijah nočnega petja 10. in 11. junija 1988 na festivalu pesmi v Talinu. Estonija je razglasila svojo suverenost od Sovjetske zveze 16. novembra 1988. Litva je sledila 18. maja 1989 in Latvija 28. julija 1989. Litva je razglasila popolno neodvisnost 11. marca 1990, 30. marca pa je Estonija razglasila začetek prehodnega obdobja do neodvisnosti,  sledila ji je Latvija 4. maja. Sovjetska zveza je na te dogodke naletela s silo v začetku leta 1991 v spopadih, znanih kot "januarski dogodki" v Litvi in "barikade" v Latviji. Baltske države so trdile, da je bila njihova vključitev v Sovjetsko zvezo nezakonita tako po mednarodnem pravu kot po njihovem lastnem pravu, in so ponovno uveljavljale neodvisnost, ki še vedno pravno obstaja.
Kmalu po začetku avgustovskega državnega udara sta Estonija in Latvija razglasili popolno neodvisnost. V času, ko državni udar ni uspel, ZSSR ni bila več dovolj enotna, da bi vzpostavila silovit odpor, in je 6. septembra 1991 priznala neodvisnost baltskih držav. 

### Moldavija, Ukrajina in Belorusija
Moldavija, Ukrajina in Belorusija so avgusta 1991 razglasile neodvisnost in postale suverene države.

### Zakavkazije
Države Zakavkazije Georgija, Armenija in Arzebarijan so ponovno pridobil neodvisnost leta 1991 po prevzemu oblasti s strani Rdeče armade v letih 1920–21. 

### Čečenija
Čečenija je po padcu komunizma postala demokratična avtonoma pokrajina znotraj Ruske federacije.

### Srednja Azija
Države srednje Azije, Kasahstan, Tajikistan, Krigizstan, Turkmenistan in Uzbekistan so v devetdesetih letih razglasile neodvisnost in postale suverene države. 

## Ostale komunistične in socialistične države
Po padcu komunizma je na svetu ostalo le majhno število komunističnih in socialističnih držav: 
- Ljudska republika Kitajska

- Vietnam

- Laos

- Kuba

- Severna Koreja